# ANESSA
アネッサ（ANESSA）は、資生堂が製造、販売するスキンケア化粧品のブランド名。

## 概要
紫外線による皮膚の影響を低減する商品で、日やけ止め用のローション、乳液、ファンデーションなどがある。1992年に従来の「Intercept」に代替して発売する。
ブランド名の由来は、日に焼けた熱い砂“熱砂”からとったもの。「熱砂になるような過酷な日差しの下でも、肌は美しいままでいられますように」という願いを込め名付けられた。

## 歴史
- 1923年 資生堂初の日焼け止め 「ウビオリン」発売。1915年から続けてきた紫外線防御研究の成果を注いだ一品。
- 1980年 初の SPF表示 に着手した「資生堂サンスクリーン」発売
- 1986年 初の PFA表示 を実現した「インターセプト　サンスクリーンミルキー」発売
- 1992年 日焼け止め専用ブランド「アネッサ」発売
- 2004年 専用クレンジング不要の「アネッサパーフェクトスムースサンスクリーン」発売
- 2019年 当初、日焼け止めローションのみのラインナップから、乳液やファンデーションなどのバリエーション統合ブランドとなる

## ラインナップ〈2014年2月現在〉
※太字は新製品。

### 日やけ止めローションなど
- フェイスサンスクリーンBB（顔用） [ライト・ナチュラル／各30g]
- 美白UVプロテクターA+【医薬部外品】（顔・からだ用）［60mL］
- パーフェクトUVサンスクリーンA+N（顔・からだ用）［60mL／25mL］
- パーフェクトエッセンスサンスクリーンA+N（顔・からだ用）［60g／25g］
- パーフェクトジェルサンスクリーンA+（顔・からだ用）［60g／25g］
- ベビーケア サンスクリーンN（顔・からだ用）［25mL］
- リッププロテクターUV［4g］

### ファンデーション
- パーフェクトUVパクトN
- パーフェクトUVリキッドN

### クレンジング
- スーパーサンスクリーンクレンジングEX
- スーパーサンスクリーンクレンジングEX（シート）

## 歴代テレビCM
- 1992年 - 1993年：緒川たまき
- 1994年：りょう
- 1995年：江角マキコ
- 1996年：田辺あゆみ
- 1997年：長谷川理恵
- 1998年：中本奈奈
- 1999年：理衣・花楓
- 2000年：小泉深雪
- 2001年：高橋マリ子・篠原ゆりこ・松井政美
- 2002年：吹石一恵
- 2003年：橋本麗香
- 2004年：上原美佐
- 2005年 - 2008年、2019年 - 2020年：蛯原友里[2]
- 2009年：土屋アンナ[3]
- 2010年 - 2013年：蒼井優[4]
- 2014年 - 2015年：長谷川潤[5]
- 2016年：真木よう子
- 2017年 - 2020年：森星[6]
- 2019年：八木莉可子
- 2019年 - 2020年：大坂なおみ
- 2020年：伊藤ふたば・羽根田卓也・重本沙絵
- 2021年：池田エライザ・水川あさみ・朝比奈ニコラ
- 2021年 - 2022年：トラウデン直美
- 2022年 - 2024年：小松菜奈
- 2025年：XG・堀米雄斗